# Johann Baptist von Garelli
Johann Baptist von Garelli (* 29. Oktober 1649 in Bologna; † 15. Dezember 1732 in Wien) war ein bedeutender Arzt italienischer Herkunft, der 1679 zur Zeit einer Pestepidemie nach Wien berufen wurde und dort 55 Jahre als Leibarzt von Mitgliedern des Hauses Österreich tätig war, indem er drei Kaisern Leopold I., Joseph I. und Karl VI. – sowie zwei Kaiserinnen – Maria Eleonora Gonzaga und Wilhelmine Amalie von Braunschweig-Lüneburg diente. In dieser Funktion als kaiserlicher Leibarzt folgte ihm – und übertraf ihn – sein Sohn Pius Nikolaus von Garelli, unter dessen Zeit als Präfekt der kaiserlichen Hofbibliothek (heute Österreichische Nationalbibliothek) der heute noch vorhandene Prunkbau errichtet wurde. Nachkommen von Johann Baptist von Garelli leben bis heute.

## Herkunft
Die gegenständliche Familie Garelli stammt aus der Stadt Bologna, wo sie zu den angesehenen Patrizierfamilien zählte. Ihr Wappen – „Oro nella punta un fiume, nel quale ci e un porco di colore oscuro mezzo immerso nell‘ aqua“ (Auf goldenem Schild befindet sich unten ein (blauer) Fluss, in dem ein dunkelfarbiges Schwein halb eingetaucht schwimmt) wird in verschiedenen einschlägigen Wappenbüchern beschrieben. So etwa in dem sechsbändigen Wappenbuch der adeligen und nichtadeligen Familien Bolognas von Giuseppe Guidalotti Franchini im Band III auf Seite 1270, und in dem siebenbändigen Wappenbuch des Giosefo Maria Moretti: „Armi gentilizie de‘ Nobili e Cittadini bolognesi estratte da publici Archivi, Sepulture, Lapidi etc., divise in sette tomi“, Tom II Blatt 61. Im Manuskript des Marchese D. Carlo Salaroli, „Della Nobiltá bolognese“, ohne Jahreszahl, in der Gemeindebibliothek von Bologna, werden die Garelli in Band II Blatt 46 ausdrücklich unter die adeligen Familien gezählt.
Ein näherer Stammvater der Familie war Carlo Garelli, der im Jahre 1573 als einer der acht „Anziani“ (der vom Volk gewählten Mitglieder des Stadtrates) mit dem Gonfaloniere Bartolomeo Castelli die Stadt Bologna regierte.
Garellis Vater Francesco Garelli war mit Orsina Facchina verheiratet.

## Leben
Johann Baptist von Garelli wurde als Giovanni Battista Garelli am 29. Oktober 1649 in Bologna geboren und in der Metropolitankirche San Pietro getauft. Er wuchs in der wappengeschmückten Villa der Familie auf, die in der Straße Volta dei Barberi, die später nach Ugo Bassi benannt wurde, Ende des 19. Jahrhunderts abgerissen wurde.
Er wandte sich in Bologna erst dem Studium der Philosophie zu und präsentierte 1670 eine Dissertation am Collegium Poeti in Bologna, die auch gedruckt wurde, studierte anschließend an der Universität Bologna Medizin, war daher Doktor der Philosophie und der Medizin und wurde in der Folge zu einem über die Grenzen der Stadt hinaus berühmten Arzt.

### Berufung nach Wien
Johann Baptist Garelli wurde 1679 von Kaiser Leopold I. nach Wien berufen, da dort in der Leopoldstadt eine geheimnisvolle, sich epidemisch verbreitende Krankheit ausbreitete, die von Garelli als die Pest identifiziert und durch intensive Betreuung der Kranken bekämpft wurde. Dabei soll ihn sein noch kindlicher Sohn Pius Nikolaus Garelli begleitet und assistiert haben, weshalb er „Pestbuberl“ genannt wurde.
Vier Jahre nach seiner Ankunft in Wien wartete auf ihn, wie auf alle anderen Ärzte in Wien, eine große Herausforderung: die Zweite Wiener Türkenbelagerung unter Großwesir Kara Mustafa, die von 14. Juli bis zum 12. September 1683 dauerte. Diese blieb zwar erfolglos, forderte jedoch trotzdem zahlreiche Opfer in der Stadt und im Entsatzheer, die ärztlicher Betreuung bedurften, wobei sich Garelli gleichfalls bewährte.

### Leibarzt von Kaiserin Eleonore Gonzaga

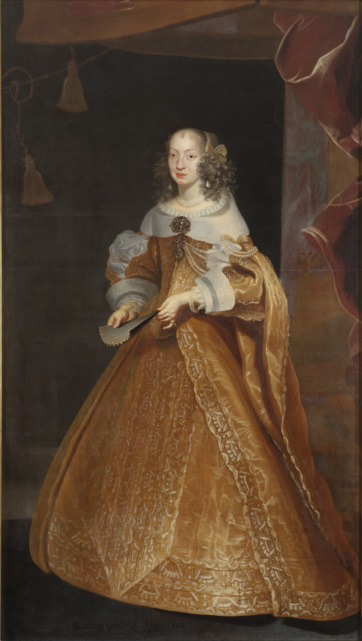
Eleonora Gonzaga by Frans Luyckx

Der dadurch erworbene Ruf, ein hervorragender Arzt zu sein, führte dazu, dass er in der Folge zu einem der Leibärzte der Kaiserin Eleonora Magdalena Gonzaga von Mantua-Nevers (* 1628; † 1686), der verwitweten dritten Gemahlin von Kaiser Ferdinand III. (* 1608; † 1657), ernannt wurde.

### Leibarzt von Kaiser LeopoldI.

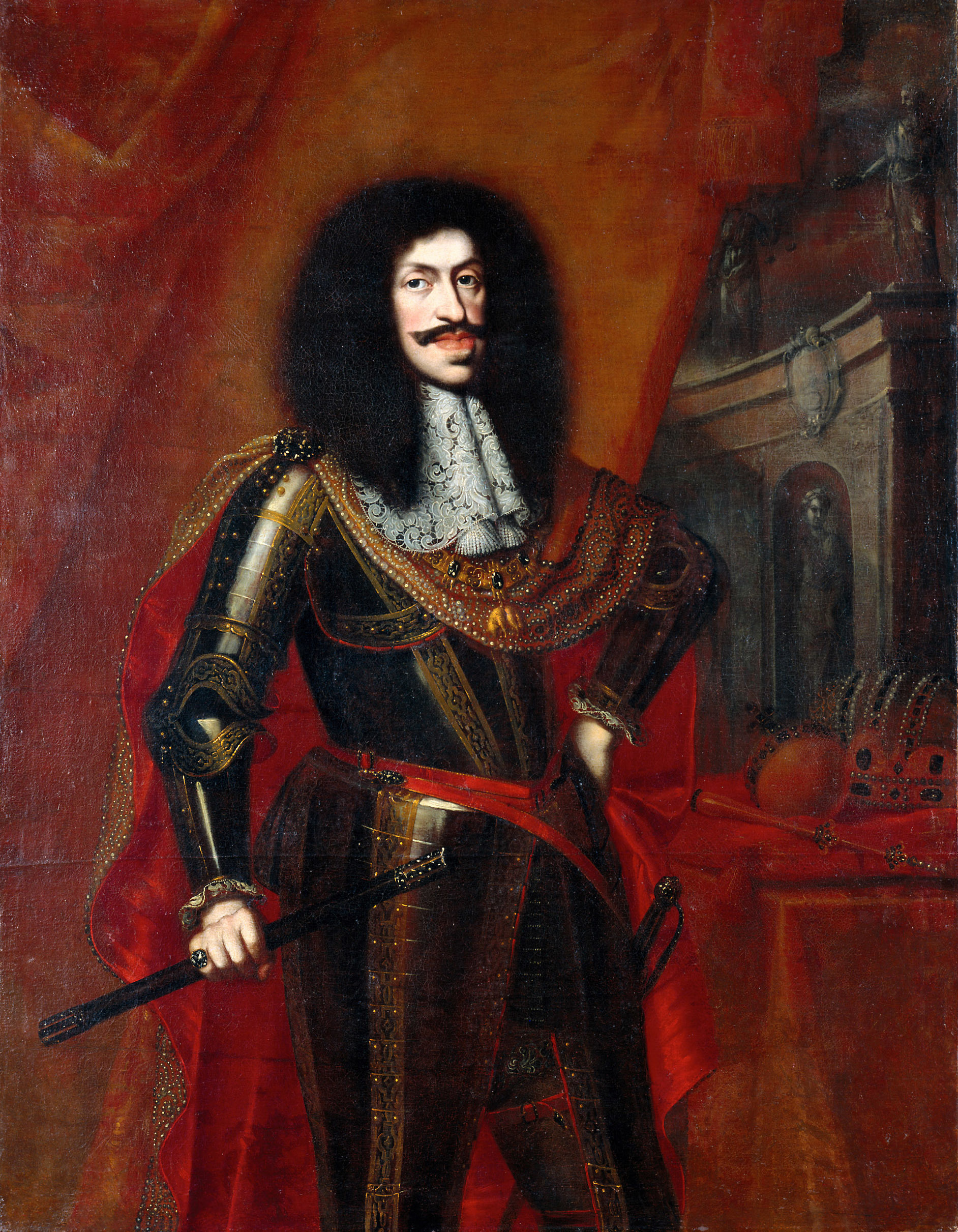
Kaiser Leopold I. Patient von Garelli

Nach dem Ableben der Kaiserin-Witwe Eleonora wurde Garelli am 6. Dezember 1686 zu einem der Leibärzte von Kaiser Leopold I. ernannt. Als solcher ist er ab 1. Jänner 1687 nachgewiesen, da ihm ab diesem Datum eine „jährliche Pension“ in Höhe von 750 Gulden angewiesen wurde. Ab 1. Jänner scheint er als Leibarzt von Kaiser Leopold mit einer jährlichen Besoldung von 1000 Gulden auf.
Am 22. Mai 1700 erhielt er von Kaiser Leopold I. die Zusage einer Zuwendung in Höhe von 10.000 Gulden, die ihm beim Erwerb eines dem Staat gehörenden Gutes gutgeschrieben oder bei einem Verkauf eines solchen an Dritte überwiesen werden sollten. Der Fall ergab sich 1701 im Zusammenhang mit dem Heimfall des Lehensgutes Schwanz (?) in Schlesien, das durch Elias von Hartig erworben wurde, die vorgesehene Zahlung an Garelli unterblieb jedoch vorderhand.
Am 8. Jänner 1705 wurde ihm als einem der sechs Leibärzte Kaiser Leopolds eine Personalzulage von 1000 Gulden jährlich zugewiesen.
Kaiser Leopold starb – betreut von seinen Leibärzten – am 5. Mai 1705 im Alter von 65 Jahren in Wien. Garelli hatte zweifellos Anteil an der dem feierlichen Bestattungsritual und der Beisetzung in der Kapuzinergruft vorangehenden Konservierung des Leichnams, wobei bei Kaiser Leopold I. traditionsgemäß eine „Getrennte Bestattung“ der Körperteile erfolgte, indem das Herz und die inneren Organe getrennt vom Körper bestattet wurden. Die schnell verwesenden inneren Organe wurden entfernt, die Hohlräume mit Wachs gefüllt und die Leiche auch an der Oberfläche mit desinfizierenden Tinkturen behandelt. Die entfernten Körperteile wurden in Seidentücher gehüllt, in Spiritus eingelegt, die Behältnisse dann zugelötet. Das Herz und die Zunge des Kaisers legte man in einen vergoldeten Silberbecher, der in die Herzgruft der Habsburger kam. Seine Eingeweide, seine Augen und sein Gehirn wurden in einem vergoldeten Kupferkessel in der Herzogsgruft des Wiener Stephansdoms bestattet.

### Leibarzt von Kaiser JosephI.

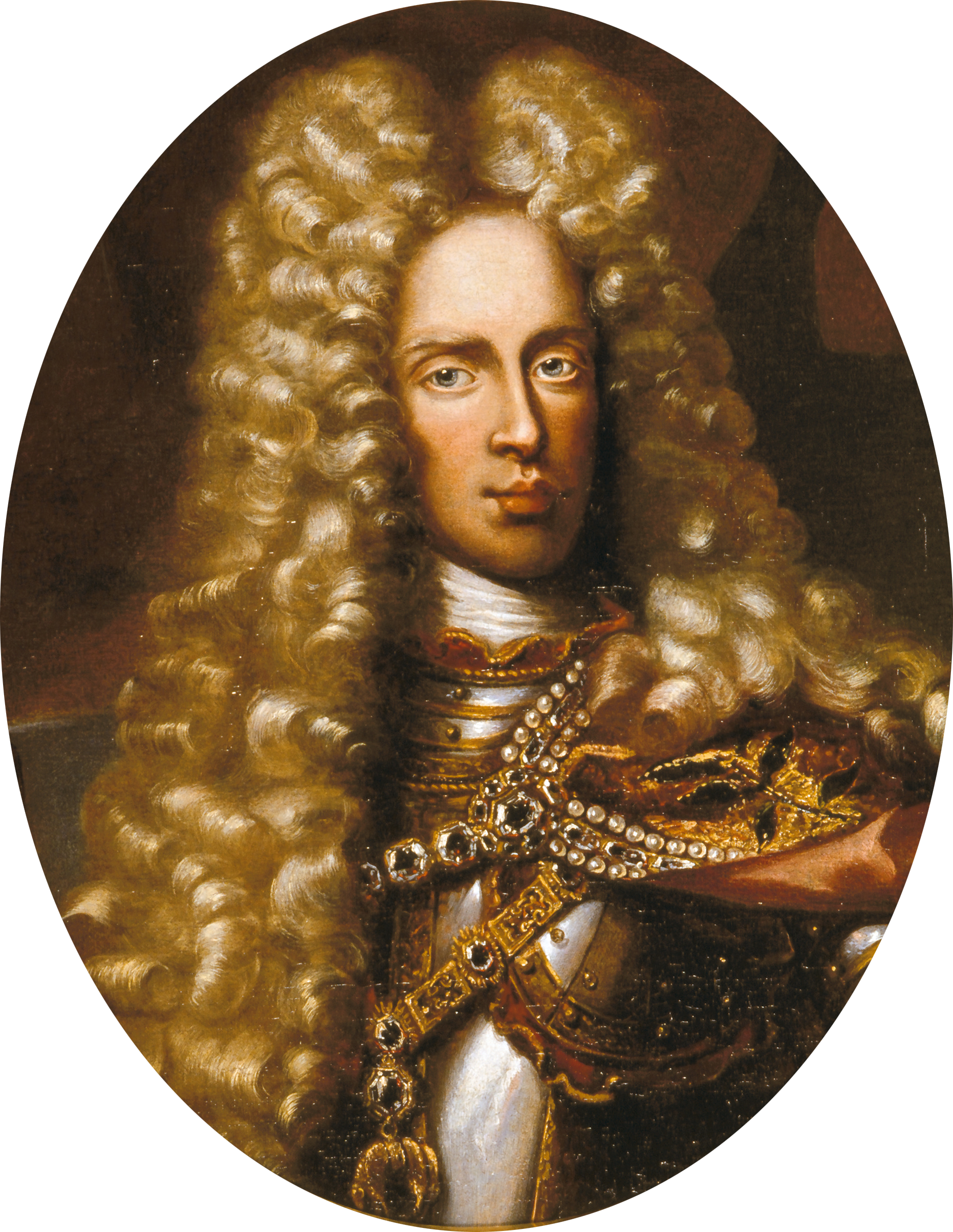
Kaiser Joseph I.

Auf Kaiser Leopold I. folgte dessen ältester Sohn, Kaiser Joseph I., der Garelli als bewährten Leibarzt in seine Dienste übernahm. Garelli scheint urkundlich erstmals am 1. Juli 1705 als einer der Leibärzte von Kaiser Joseph I. mit einer Hofbesoldung von 1000 Gulden auf. Am 3. Juli erhielt das Hofzahlamt den Auftrag, Garelli zusätzlich zu seiner Besoldung jährlich weitere 1000 Gulden auszuzahlen.
Unter Kaiser Joseph erhielt Garelli schließlich auch den vor sieben Jahren von Kaiser Leopold I. zugesagten Betrag von 10.000 Gulden sowie weitere 2000 Gulden als Geschenk „in Ansehung seiner 20 Jahr hindurch Jederzeit mit besondern Eyfer trey gehorst erwisenen sehr nützlichen bedienung.“
Kaiser Joseph I. erkrankte an den Pocken und starb – wohl auch betreut von Garelli – am 17. April 1711 in der Wiener Hofburg. Auch in diesem Fall kam es wie bei Kaiser Karl V. zu einer „getrennten Bestattung“ – und daher wohl auch für Garelli zu den erforderlichen ärztlichen Vorkehrungen, da der Körper des Kaisers in der Kapuzinergruft, das Herz in der Herzgruft der Habsburger in der Loretokapelle in der Augustinerkirche in Wien und die Eingeweide in der Herzogsgruft im Stephansdom beigesetzt wurden.

### Leibarzt der Kaiserin-Witwe Wilhelmine Amalie

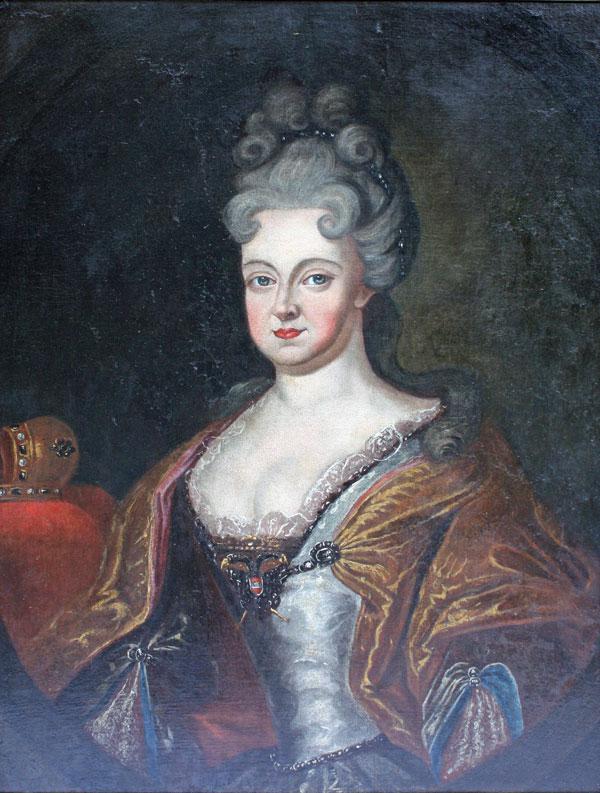
Kaiserin Wilhelmine Amalie

Seit dem Tod von Kaiser Josef I. im Jahre 1711 war Garelli Leibarzt der verwitweten Kaiserin Wilhelmine Amalie von Braunschweig-Lüneburg (* 1673; † 1742) und wird 1721 als deren erster Leibarzt bezeichnet.

### Leibarzt von Kaiser Karl VI

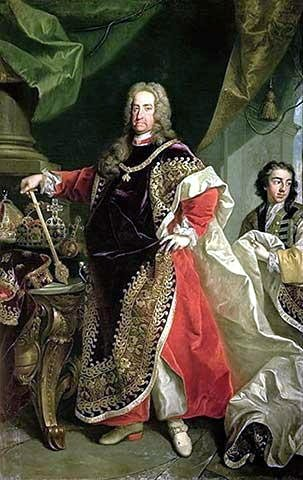
Kaiser Karl VI.

Am 2. Februar 1713 wurde Garelli – zusätzlich zu seiner Funktion als Leibarzt der Kaiserin-Witwe Wilhelmine Amalie – auch zum Leibarzt von Kaiser Karl VI. ernannt und ihm am 1. Oktober der Betrag von 2250 Gulden als jährliche „Besoldung und Zuschuss“ angewiesen.
Am 28. Mai 1715 verfügte Kaiser Karl VI. mit einem Dekret an die Ministerial-Banco-Deputation, dass Garelli rückständige 3500 Gulden, nämlich eine jährliche Pension von 2000 Gulden vom 1. Juli 1709 bis zum Todestag von Kaiser Joseph I. auszuzahlen seien. Auch setzte sich der Kaiser durch eine Anweisung an die kaiserliche Verwaltung in Mantua dafür ein, dass Marchese Amorotti endlich die seit langem rückständige Pacht für das Gut Garellis „La Corte Cardinale“ in Italien zahlen sollte. Im Jahre 1725 wird Garelli als sechster der neun angestellten Leibärzte des Kaisers genannt, während sein Sohn Pius Nikolaus von Garelli bereits als zweiter Leibarzt aufscheint. Garelli rückte im Jahre 1729 zum dritten Leibarzt von Kaiser Karl V. auf, während sein Sohn Pius Nikolaus bereits erster Leibarzt war.

### Mitglied der medizinischen Fakultät
Am 23. November 1713 wurde Johann Baptist von Garelli „als Extrafacultist“ mit Sitz und Stimme in die medizinische Fakultät der Universität Wien aufgenommen, wobei ihm – auf seinen Wunsch – der Ehrenplatz zur Rechten des Dekans eingeräumt wurde, wofür er sich durch Schenkung eines silbernen Pokals bedankte. Bemerkenswert ist, dass seinem Sohn Pius Nikolaus Garelli dieselbe Ehrung – knapp einen Monat zuvor – gleichfalls erwiesen worden war.

### Kulturelle Interessen
Dass Garelli auch weitreichende kulturelle Interessen hatte, illustriert seine Freundschaft mit dem Dichter Donato Cupeda (* 1661 in Neapel; † 1704), der ab 1694 Hofpoet am kaiserlichen Hof in Wien und Mitglied der literarischen Akademie Kaiser Leopolds I. war und für Antonio Draghi, Carlo Agostino Badia, Giovanni Bononcini, Marc’Antonio Ziani, Johann Joseph Fux und Attilio Ariosti zahlreiche Librettos für Opern, Serenaden und Kantaten schrieb.
Als Cupeda am 31. Dezember 1704 verstarb, setzte er Garelli als seinen Erben ein. Allerdings stellte sich heraus, dass er nur Schulden hinterlassen hatte, weshalb Kaiser Leopold I. verfügte, dass Garelli Cupedas Hofbesoldung in Höhe von 1500 Gulden für die Jahre 1705 und 1706 erhalten sollte, um damit dessen Schulden zu bezahlen.

## Besitzungen
Giovanni Battista Garelli erwarb 1699 mit seinem Sohn ein Haus in der Siebenbrunnengasse in Wien, das 1732 an seinen Sohn fiel, der es 1733 verkaufte, wobei jedoch der Kaufschilling – gemäß der Anordnung seines Vaters – an die Armen verteilt werden musste.

### Landgut La Corte Risara Cardinala
Im Jahre 1709 schenkte Kaiser Josef I. „aus kaiserlicher Gnade“ seinem Leibarzt Johann Baptist von Garelli die bedeutende Summe von 30.000 Gulden, die auf Wunsch Garellis in den Besitz des „Kammergutes“ La Corte Risara Cardinala im Herzogtum Mantua umgewandelt wurde. Dieses hatte der Marchese Amorotti in Pacht, der jedoch regelmäßig versäumte, die Pacht zu bezahlen, weshalb 1713 sogar Kaiser Karl VI. intervenierte, indem er die kaiserliche Verwaltung von Mantua aufforderte, Amorotti „mit Ernst“ anzuhalten, Garelli die geschuldete Pacht zu bezahlen.
Dieses Gut erbte nach seinem Tod sein Sohn Pius Nikolaus von Garelli, der es selbst bis zu seinem Ableben besaß.

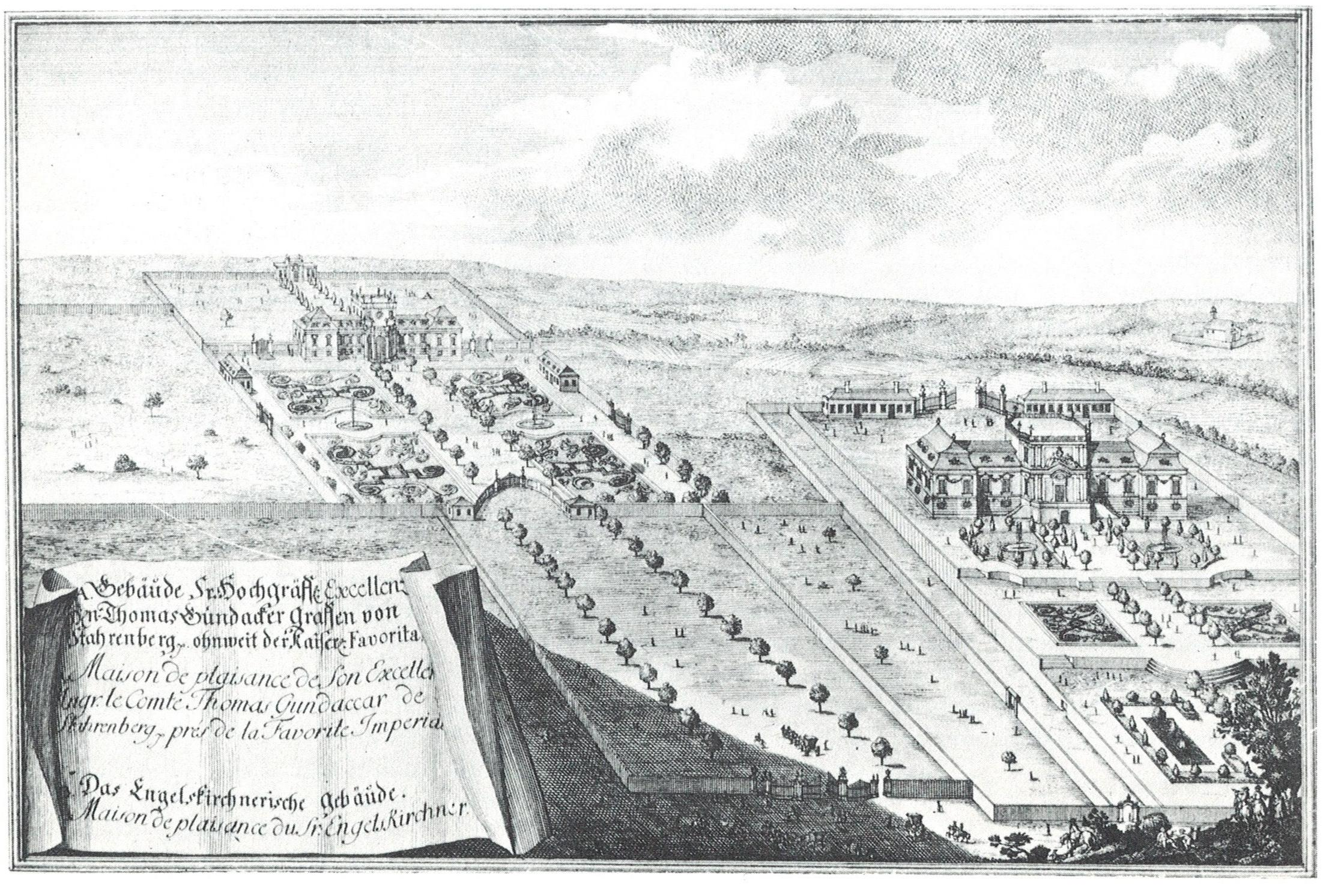
Stich von Joseph Emanuel Fischer von Erlach, rechts das Palais Engelskirchner

### Palais Engelskirchner
Im Jahre 1724 kaufte Johann Baptist von Garelli nach dem Gewehrbuche vor dem Kärntnertor auf der Wieden beim „Klagbaum in Liebharten“ in der Nähe der kaiserlichen Favorita das Engelskirchnerpalais (4., Schönburgstraße 1, Wiedner Hauptstraße 63, Rainergasse 18), das von Leopold von Engelskirchen 1710/1711 als Sommerhaus erbaut, mit großer Pracht ausgestattet und mit einer großen, aus drei Terrassen bestehenden Gartenanlage geschmückt war. Die dort vorhandenen Statuen von Lorenzo Mattielli († 1748) gehen wohl auf Garelli zurück.
Das Palais und der über zwei Hektar große Garten blieb drei Generationen lang im Besitz seiner Familie, da es nach seinem Tod an seinen Sohn Pius Nikolaus Garelli, Leibarzt Karls VI., fiel und nach dessen Tod 1739 an dessen Tochter Maria Anna von Garelli, verheirateter von Suttner fiel, die den Besitz schließlich 1746 an Kaiser Karl VI. verkaufte, worauf es viele Jahre hindurch im Besitz der kaiserlichen Familie blieb. So soll hier Kaiserin Maria Theresia während ihrer Blattern- oder Pockenkrankheit vom 23. Mai bis 14. Juni 1767 gewohnt haben. Später bekannt als Palais Erzherzog Rainer wurde das Palais nach Kriegs- und Besatzungsschäden 1957/58 abgetragen. Einziges Relikt sind die wertvollen Dachfiguren von Matielli, welche heute vor der Hofburg in Innsbruck stehen.

### Andere Besitzungen
Im Jahre 1728 erwarb Johann Baptist Garelli zwei Soldatenquartierhäuser auf der Seilerstätte bei der Wasserkunstbastei in Wien, die sein Sohn 1733 verkaufte.
Im selben Jahr 1728 erwarb er in Wien Hausanteile in der Naglergsse (Gemeindebezirk Innere Stadt), die später in ein Haus (Nr. 1) verbaut wurden. Diesen Besitz erbte nach dem Tod seines Enkels Johann Baptist Fabian von Garelli 1741 dessen Schwester Maria Anna von Garelli, verehelichte von Suttner, die ihn 1745 verkaufte.

### Ableben
Johann Baptist von Garelli errichtete vor seinem Tode ein Geld-Fideikommiss in der Höhe von 34.000 Gulden und machte ein Haus mit Garten in Nikolsdorf (heute im 4. Bezirk Margareten), das er 1699 erworben hatte, gleichfalls zu einem Fideikommiss. Seinen übrigen Besitz erbte sein Sohn Pius Nikolaus als Universalerbe.
Johann Baptist von Garelli, wie er im Totenschein und auch im Intimationsbuch des Obersthofmeisteramtes genannt wird, starb am 15. Dezember 1732 im Albrechtsburgischen Haus (später Palais Sina) im 1. Wiener Gemeindebezirk Innere Stadt am Hohen Markt 8 im bemerkenswert hohen Alter von 83 Jahren und wurde am 17. Dezember neben seiner Gemahlin in der Familiengruft zu St. Stephan beigesetzt.

## Nachleben
An Johann Baptist von Garelli existiert eine Medaille, die auf der Vorderseite sein Porträt mit der Umschrift „JO:BAP.GARELLI.LEOP.I.CAES.AUG. IMP.MED.CONSIL“ und auf der Rückseite eine Darstellung des Asklepios, des mythischen Begründers der Medizin, und des Gottes Apollon mit der Lyra mit der Umschrift „COLIT. QUOS. REFERT“ (er pflegt die Bedeutenden?) zeigt.
Es gab auch ein Porträt von Johann Baptist Garelli, das sich – gemeinsam mit dem Porträt seines Sohnes Pius Nikolaus – als Teil der von letzterem gestifteten umfangreichen Bibliothek in der 1746 von Kaiserin Maria Theresia im vormals kaiserlichen Schloss der „Neuen Favorita“ gegründeten Theresianischen Akademie in Wien (heute: Öffentliches Gymnasium der Stiftung Theresianische Akademie, kurz: „Theresianum“) befand, jedoch 1784, nach Aufhebung der Akademie durch Kaiser Joseph II. († 1790), mit der Garellischen Bibliothek der damals neu gegründeten Universität Lemberg übertragen wurde, wo sich die Spur nach einem Brand im Jahre 1848 verliert. Nach neueren Forschungen befindet sich die Garelli-Bibliothek noch in der Bibliothek der Universität Lwiw
Eine Nachzeichnung des Porträts befindet sich jedoch im zitierten Werk von Gustaf Freiherr von Suttner.

## Ehe und Nachkommen

### Ehe
Giovanni Battista Garelli heiratete am 1. Februar 1671 in Bologna in der Pfarrkirche St. Laurentii Porta Sterii Julie de Martelli, die aus einem Adelsgeschlecht aus Bologna stammte. Sie starb in Wien im Haus der verschwägerten Familie Albrechtsburg auf dem Hohen Markt im Alter von 75 Jahren und wurde am 5. August 1717 in der Familiengruft im Stephansdom begraben.

### Nachkommen

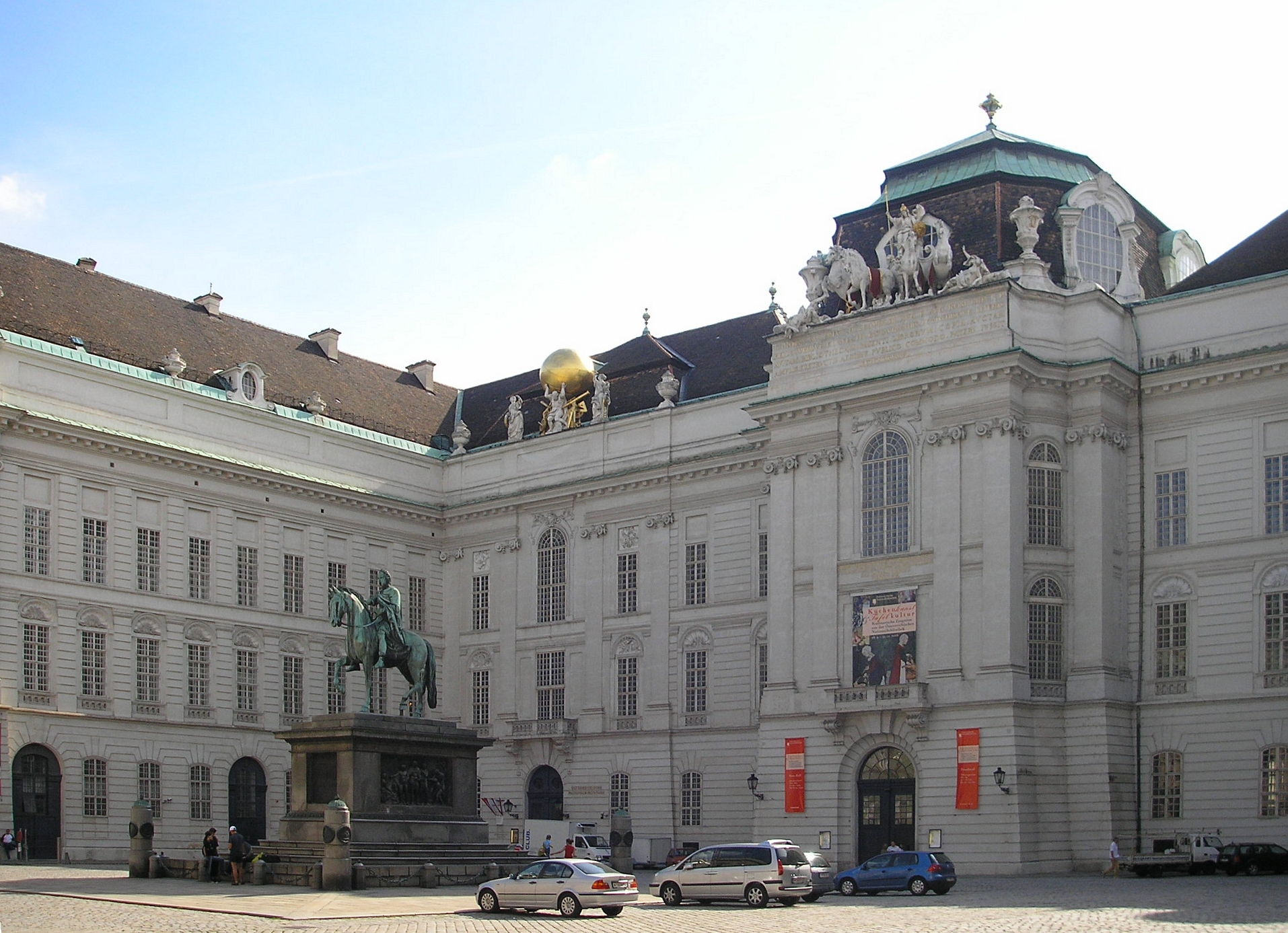
Die alte Hofbibliothek in Wien

1. Pius Nikolaus von Garelli (* 10. September 1675 in Bologna; † 21. Juli 1739 in Wien) folgte – und übertraf – seinen Vater als bedeutender Arzt, Professor der Medizin und kaiserlicher Leibarzt und war von 1723 bis 1739 Präfekt der kaiserlichen Hofbibliothek (heute Nationalbibliothek) in Wien war, auf dessen Betreiben die kaiserliche Hofbibliothek – der von 1723 bis 1735 erbaute barocke Prachtbau der heutigen Nationalbibliothek – errichtet wurde.[33] Aus seiner Ehe mit Maria Barbara Edlem Fräulein von Schickh (* ca. 1695), Tochter des Reichsritters Georg Friedrich Ritter und Edler Herr von Schickh, Doktor der Rechte. kaiserlicher Hofkanzleirat, Geheimer Sekretär und Referendarius (*10. September 1654, † Wien, 25. September 1727) und dessen Ehefrau Maria Barbara von Brockhoff († Wien, 6. Februar 1718)[34] hatte er drei Kinder:[35]
  1. Maria Theresia Sabina Barbara von Garelli (* 20. Oktober 1715; † vor 10. Juli 1735)
  2. Maria Anna von Garelli (* 1. März 1717; † 28. Februar 1784 in Wien heiratete am 14. Juli 1740 in erster Ehe Leopold Gundacker Ritter von Suttner (* 23. Mai 1717; † Wien, 25. November 1754; begraben in Ober-Höflein), Fideikommissherr auf Kirchstetten, Mitterhof, Freyen-Thurn-Theras und Alt-Prerau, k. k. wirklicher  Hofkammerrat,[36] und in zweiter Ehe am 2. Mai 1756 im Stephansdom durch Kardinal Trautson) den kaiserlichen Feldmarschallleutnant zu Pferd und späteren Präses des Invalidenamtes Franz Anton Reichsgraf von Hallwyl (Hallweil) (* 1702; † 5. Jänner 1779),[36] der aus dem Schweizerischen Uradel stammt. Maria Anna von Garelli gehörte als Erbin des Garelli’schen und Verwalterin des Suttner’schen Vermögens zu den reichsten Frauen Wiens. Sie besaß u. a. das über drei Hektar große Suttnersche Anwesen in Wien an der Währingerstraße, das Palais Neupauer-Breuner in der Singerstraße sowie mehrere Landgüter und Herrschaften, darunter Schloss Ebenfurth.
  3. Johann Baptist Fabian Sebastianus Garelli (getauft 20. Jänner 1719; † 15. September 1741) war mit seiner Schwägerin, Antonia von Suttner, einer Tochter des kaiserlichen Leibarztes Matthias Ritter von Suttner († 1733) und der Juliana von Eibel verlobt.